# محمد الرمضان
محمد الرمضان (5 يناير 1988 -)، ممثل كويتي. كان أول عمل جماهيري له خلال مسرحية زوج سعادة الوزيرة بعام 2006، عرفه الجمهور بعد ظهوره مع الفنان داود حسين في مسلسل المقرود، وقد اشتهر بأداء الأدوار الكوميدية.

## أعماله الفنية

### في التلفزيون
- من شارع الهرم إلى ...
- زواج إلا ربع
- 911
- سقوط الأقنعة
- المقرود
- دي تيوب ( برنامج كوميدي )
- كريمو
- لمحات
- خارج الأسوار
- الجليب
- بي بي ( برنامج كوميدي )
- الحب المستحيل
- التنديل
- جرح السنين
- محال
- أشوفكم على خير
- الحلال والحرام
- العمر لحظة
- تذكرة داود ( ضيف شرف )
- بركان ناعم : قلوب من نار
- أبو الملايين ( ضيف شرف )
- يوميات بورعد ( ضيف شرف )
- ديوانية عروقها بالماي ( مسلسل كرتوني )
- شربكه ( كاميرا خفيه )
- حب ولكن
- العافور
- سعد وخواته
- أمنا رويحة الجنة
- الحب الحلال ( ضيف شرف )
- بين قلبين
- كان في كل زمان (ثلاثية خيانة أغسطس)
- رمانة.
- بلاني زماني

- وأنا احبك بعد

### من المسرحيات
- ليلة زفته (2019)
- زوج سعادة الوزيرة
- سيد الكواكب
- قصة حب
- مطلوب ارهابي
- المشنقة
- رحلة حنظله
- بين صخرتين
- عصابة عزوز
- عودة شيزبونه
- الاختراع العجيب
- عالم فن رن
- شارع الحب
- الجرسون
- أحلام مدفونه
- اعوان القبطان
- الياخور
- كشته
- مر ياحلو
- جامعة وادرين
- العظماء السبعة

### من الأفلام
- أعلان حالة حب.

## روابط خارجية
- محمد الرمضان على موقع قاعدة بيانات الأفلام العربية